# Lars Johansson (regissör)
Lars Gustav Johansson, född 26 augusti 1953 i Gävle, är en svensk filmregissör, producent och manusförfattare.

## Filmografi

### Regi i urval
- 1989 – Kyrkkaffe
- 1991 – Önskas
- 2005 – Den tyske hemmelighed
- 2005 – Halva sanningen

### Filmmanus i urval
- 1991 – Önskas
- 2005 – Halva sanningen

### Producent i urval
- 1988 – Sputnik
- 1988 – Fordringsägare
- 2005 – Halva sanningen